# J'vous ai pas raconté ?
J'vous ai pas raconté ? est le titre d'un spectacle de Franck Dubosc. Le spectacle reprend les arts du mime, de la parodie et comprend de nombreuses références cinématographiques ; très populaire, il fut produit sur scène de 1999-2003. 

## Argument
Depuis ses souvenirs des premières boums de son adolescence dans les années '70 jusqu'à l'époque adulte des weekends entre amis (en Normandie, où à Bali) ainsi que du sauvetage d'un Top Model, ou de ses actes héroïques au Chili, le comédien se livre à un spectacle de plus de 90minutes.

## Fiche technique
Production : Gilles Petit, Marie-Laurence Berthon et Gilbert Rozon
Interprété par : Franck Dubosc
Sortie du DVD : 5 mars 2002 au théâtre du Splendid et 21 octobre 2003 au Zénith de Paris